# Fredrik Skott
Fredrik Claes Skott, född den 4 september 1972, är en svensk historiker och docent i nordisk folkloristik. Han är avdelningschef vid Avdelningen för arkiv och forskning i Göteborg vid Institutet för språk och folkminnen.
Han disputerade 2008 på en avhandling om minnen och traditionsinsamling 1919-1964. Efter disputationen har han bl.a. intresserat sig för kulturarvsproduktion, ritualer och narrativitet, föreställningsvärldar samt digital humaniora. 
Skott är redaktör för Svenska landsmål och svenskt folkliv och ingår i redaktionsråden för Arv: Nordic Yearbook of Folklore samt Béaloideas, The Journal of the Folklore of Ireland Society och Tidsskrift for kulturforskning. Han är medlem av styrgruppen för Nationella språkbanken
Skott är också associerad ledamot av det internationella nätverket Folklore Fellows.

## Utmärkelser och ledamotskap
- Ledamot av Kungliga Gustav Adolfs Akademien (LGAA 2016, sekreterare)[6]
- Ledamot av Kungl. Vetenskaps- och Vitterhets-Samhället i Göteborg (LVVS 2019)